# 大熊町 (横浜市)
大熊町（おおくまちょう）は、神奈川県横浜市都筑区の地名。「丁目」の設定のない単独町名である。住居表示未実施区域。

## 地理
都筑区の南東部に位置し、南に川向町、西に折本町、北西に仲町台、北と東に港北区新羽町と接している。

## 歴史

### 沿革
かつて横浜市に編入前のこの場所は、都筑郡川和町大字大熊であった。
- 1939年（昭和14年）4月1日 - 横浜市に編入し、横浜市港北区大熊町となる[6]。
- 1947年（昭和22年）3月12日 - 耕地整理に伴い、東方町・大熊町の各一部から折本町を新設[7]。
- 1948年（昭和23年）12月1日 - 耕地整理に伴い、折本町の一部を大熊町に編入[8]。
- 1969年（昭和44年）10月1日 - 行政区再編成に伴い、緑区を新設。横浜市緑区大熊町となる[9]。
- 1987年（昭和62年）5月6日 - 住居表示実施に伴い、大熊町と新羽町の各一部から仲町台二丁目、仲町台三丁目を新設[10]。
- 1989年（平成元年）2月27日 - 住居表示実施に伴い、大熊町の一部から仲町台四丁目を新設[11]。
- 1990年（平成2年）7月9日 -  住居表示実施に伴い、大熊町の一部から仲町台五丁目を新設[12]。
- 1992年（平成4年）10月19日 -  住居表示実施に伴い、大熊町の一部から仲町台一丁目を新設[13]。
- 1994年（平成6年）11月6日 - 行政区再編成に伴い、都筑区を新設。横浜市都筑区大熊町となる[14]。

## 世帯数と人口
2025年（令和7年）6月30日現在（横浜市発表）の世帯数と人口は以下の通りである。
| 町丁   | 世帯数    | 人口    |
| ------ | --------- | ------- |
| 大熊町 | 1,193世帯 | 2,330人 |

### 人口の変遷
国勢調査による人口の推移。
| 年                 | 人口  |
| ------------------ | ----- |
| 1995年（平成7年）  | 2,265 |
| 2000年（平成12年） | 2,113 |
| 2005年（平成17年） | 2,284 |
| 2010年（平成22年） | 2,172 |
| 2015年（平成27年） | 2,383 |
| 2020年（令和2年）  | 2,290 |

### 世帯数の変遷
国勢調査による世帯数の推移。
| 年                 | 世帯数 |
| ------------------ | ------ |
| 1995年（平成7年）  | 732    |
| 2000年（平成12年） | 747    |
| 2005年（平成17年） | 840    |
| 2010年（平成22年） | 867    |
| 2015年（平成27年） | 1,010  |
| 2020年（令和2年）  | 1,042  |

## 学区
市立小・中学校に通う場合、学区は以下の通りとなる（2024年11月時点）。
| 番・番地等 | 小学校             | 中学校             |
| ---------- | ------------------ | ------------------ |
| 全域       | 横浜市立折本小学校 | 横浜市立都田中学校 |

## 事業所
2021年（令和3年）現在の経済センサス調査による事業所数と従業員数は以下の通りである。
| 町丁   | 事業所数  | 従業員数 |
| ------ | --------- | -------- |
| 大熊町 | 181事業所 | 1,350人  |

### 事業者数の変遷
経済センサスによる事業所数の推移。
| 年                 | 事業者数 |
| ------------------ | -------- |
| 2016年（平成28年） | 193      |
| 2021年（令和3年）  | 181      |

### 従業員数の変遷
経済センサスによる従業員数の推移。
| 年                 | 従業員数 |
| ------------------ | -------- |
| 2016年（平成28年） | 1,341    |
| 2021年（令和3年）  | 1,350    |

## 交通
- 神奈川県道140号川崎町田線

## 施設
- 杉山神社[24]

## その他

### 日本郵便
- 郵便番号 : 224-0042[3]（集配局：都筑郵便局[25]）

### 警察
町内の警察の管轄区域は以下の通りである。
| 番・番地等 | 警察署     | 交番・駐在所 |
| ---------- | ---------- | ------------ |
| 全域       | 都筑警察署 | 折本交番     |